# Банковский акт 1844 года
Банковский акт 1844 года (англ. Bank Charter Act 1844, также известный как Банковский акт Роберта Пиля) — акт Парламента Великобритании, принятый в правительство Роберта Пиля, который ограничил деятельность эмиссионных банков и фактически передал полномочия по эмиссии фунта стерлингов Банку Англии.
До 1844 года в Лондоне и в 60 милях вокруг Лондона только один акционерный банк, Банк Англии, имел право выпуска банкнот. Таким же правом обладали и частные банки с числом пайщиков не более шести, но они не занимались эмиссионной деятельностью. Вне района 60 миль вокруг Лондона эмиссионной операцией могли заниматься как частные, так и акционерные банки. До 1844 года объём выпуска банкнот не ограничивался.
Банковским актом Роберта Пиля учреждение новых эмиссионных банков полностью запрещалось. Действовавшие эмиссионные банки в провинции могли продолжать выпуск банкнот только в размере 8 648 853 фунтов стерлингов. За Банком Англии сохранялись почти все его привилегии: он по-прежнему оставался монопольным банком в Лондоне и в 60 милях вокруг Лондона, но в его организации были произведены существенные изменения. Банк Англии был разделён на два департамента, одним из которых был эмиссионный департамент, в ведение которого перешли функции по эмиссии банкнот. Ему был передан почти весь запас драгоценного металла, находившийся в банке, и был дозволен выпуск банкнот в размере 14 млн фунтов стерлингов. С увеличением или уменьшением резервов Банк Англии должен был в той же мере сокращать или расширять выпуски банкнот.